# Eugenia Gilbert
Eugenia Gilbert (18 de novembro de 1902 – 8 de dezembro de 1978) foi uma atriz de cinema estadunidense que atuou na era do cinema mudo. Entre 1920 e 1929 Gilbert atuou em 66 filmes, entre curta-metragens, filmes longos e seriados, e alguns de seus filmes foram reeditados e veiculados na televisão nos anos 1960.

## Biografia
Eugenia Gilbert estreou no cinema em 1920, no curta-metragem Paul's Peril, produzido pela The American Lifeograph Company. Atuou depois por companhias como a Great Authors Pictures, Selznick Pictures Corporation, Zane Grey Pictures, Vitagraph Company of America, Mack Sennett Comedies, Fox Film Corporation, Columbia Pictures e Universal Pictures, entre outras.
Atuou em várias comédias de Mack Sennett e da Hal Roach Studios, e em 1927 atuou em seu primeiro seriado, Melting Millions, e depois The Crimson Flash, ambos pela Pathé. Pela Weiss Bros. faria os seriados Perils of the Jungle (1927), Police Reporter (1928) e The Mysterious Airman (1928). Atuaria em alguns Westerns B, ao lado de Hoot Gibson e Ken Maynard. Seu último filme foi ao lado de Hoot Gibson, em 1929, Courtin' Wildcats, pela Hoot Gibson Productions, em que personificou Jane Calamidade.

## Filmografia parcial
- Paul's Peril (1920)
- Man of the Forest (1921)
- Melting Millions (1927)
- The Crimson Flash (1927)
- Perils of the Jungle (1927)
- Police Reporter (1928)
- The Mysterious Airman (1928)
- Courtin' Wildcats (1929)